# Struxdorfharde
Die Struxdorfharde (dänisch: Strukstrup Herred) war eine Harde in Schleswig. Sie liegt im südwestlichen Angeln. Hauptort war Struxdorf. Die Tingstätte befand sich bei Tingvad (Tingfurt) in der Nähe Struxdorfs.
Die Halbinsel Angeln bestand in der Wikingerzeit aus zunächst fünf Harden. Diese waren im Istathesyssel zusammengefasst. Später kam die Struxdorfharde zum Amt Gottorf, das im Jahr 1867 im Landkreis Schleswig aufging.
In König Valdemars Erdbuch wird die Struxdorfharde 1231 unter anderem mit den Dörfern mit Twedt und Grumby genannt. Das Symbol der Struxdorfharde eine grüne Eiche, wie es auch im Angler Wappen vorkommt. Eventuell symbolisierte die Eiche den Waldreichtum der Region.